# Большая Ою
Большая Ою (Большо́й О́ю, Великая, Большая Нгою) — река в Ненецком автономном округе России. Длина реки — 175 км. Площадь водосборного бассейна — 3070 км².
Исток находится на северо-западных склонах хребта Пай-Хой, впадает в пролив Югорский Шар. Питание дождевое и снеговое. Протекает в природно-климатической зоне тундр.